# 艾奇逊-李林塔尔报告
国际原子能控制报告（Acheson–Lilienthal Report）又稱艾奇逊-李林塔尔报告（Acheson–Lilienthal Report），是由迪恩·艾奇逊和大卫·李林塔尔主持的一个委员会于1946年出具的一份報告。委員會在報告中提出國際社會應該控制核武器的規模並且要避免未来發生核战争。

## 概述
1946 年 3 月 16 日，该委员会的报告提交给国务院，国务院于 3 月 28 日向公众发布。《原子能国际控制报告》很快被称为“艾奇逊-李林塔尔报告”。该报告的主要信息是，通过检查和治安行动控制原子能不太可能成功。 相反，该报告提议，所有裂变材料均归一个名为原子发展局的国际机构所有，该机构将向个别国家释放少量裂变材料，用于发展原子能的和平利用。 
在原子时代的最初几年，人们普遍认为，未来的原子弹研制者面临的巨大障碍是获取足够的裂变材料。 作为回应，艾奇逊-李林塔尔报告提出，从铀矿和钍矿到后期生产的完整路径应归国际所有。 
此外，报告还提议美国放弃对原子武器的垄断，向苏联透露其掌握的情况，以换取双方同意不发展更多原子弹。 事实证明，这太有争议了。 尽管杜鲁门总体上接受了这份报告，但他任命金融家伯纳德·巴鲁克在联合国推进该提案，导致要求对违规行为进行惩罚，并且这些惩罚不能被联合国安理会否决，并且要求进行无限制的检查 但仍坚持要求苏联同意不研制核弹。艾奇逊和李林塔尔都没有接受这些修改。 再加上美国继续坚持保留炸弹，直到它对国际控制的有效性感到满意为止，最终导致该计划被苏联拒绝，这一点无人意外。  